# Can Valls (els Hostalets de Pierola)
Can Valls és una masia del municipi dels Hostalets de Pierola (Anoia) inclosa a l'Inventari del Patrimoni Arquitectònic de Catalunya. El 1442 ja existeix el mas Alemany, avui Can Valls. En un capbreu del 1731, el mas Alemany, era un dels tres que posseïen la totalitat del terreny sobre el qual s'edificà el poble dels Hostalets. Formava part de la quadra del Malcavaller i era sotmès al domini territorial de l'abat de Montserrat i jurisdiccional del senyor de Pierola. L'aspecte actual del mas respon a una reforma que es va realitzar pels voltants del 1915.
Masia que ha quedat incorporada al nucli urbà i que encara manté un pati davanter amb una tanca de maó i un gran portal d'entrada decorat amb teules vidriades. L'edifici principal, de planta baixa, pis i golfes respon a l'estructura típica de masia amb una important transformació que hi incorporà elements de caràcter modernista (guardapols sobre les finestres, elements de ceràmica vidrada, ràfec de maó molt treballat...). la façana principal és simètrica i està coronada per un frontó triangular, hi ha un interessant cos lateral amb arcades de maó i a l'interior s'ha de ressaltar l'existència d'un menjador amb un arrambador modernista.